# Dieter Flögel
Dieter Flögel (* 25. September 1953 in Hafenlohr; † 26. Januar 2022 in Erlangen) war ein deutscher Radrennfahrer und nationaler Meister im Radsport.

## Sportliche Laufbahn
Flögel startete seit 1975 für den Verein RSG Franken Katzwang (ab 1980 RSG Hercules Nürnberg). Bei den Deutschen Meisterschaften im Mannschaftszeitfahren 1975 hatte er mit dem Gewinn der Bronzemedaille mit seinem Verein einen ersten Erfolg. In dieser Disziplin feierte er auch mit dem Gewinn des nationalen Titels 1979 und 1980 erste Meisterehren. Allerdings wurde der Mannschaft von 1980 der Titel wegen eines positiven Dopingtestes aberkannt und der Titel blieb vakant. Weitere Medaillen in dieser Disziplin kamen hinzu: Silber 1982 und 1983, Bronze 1978. Sein bedeutendster Erfolg wurde 1983 der Gewinn der deutschen Meisterschaft im Straßenrennen. Sein Debüt in der Nationalmannschaft gab er 1976 mit dem Start bei der Polen-Rundfahrt. Danach wurde er bis 1984 vielfach für den Bund Deutscher Radfahrer (BDR) bei Landesrundfahrten eingesetzt. Dabei ragte sein siebenter Platz in der Österreich-Rundfahrt 1978 heraus. Er gehörte auch zum Aufgebot des BDR bei der Internationalen Friedensfahrt 1977, die er auf Platz 68 beendete. In jenem Jahr startete er auch im Einzelrennen bei den UCI-Straßen-Weltmeisterschaften der Amateure, schied allerdings aus. Besser schnitt er 1981 ab, als er hervorragender Fünfter wurde. In der Rheinland-Pfalz-Rundfahrt 1979 holte er einen Etappensieg. Auch in Eintagesrennen konnte Flögel überzeugen. Er gewann 1976 Rund um Essen, ein Jahr später Rund um Frankfurt und viele weitere Rennen. Ende 1984 beendete er seine Laufbahn als Straßenfahrer. Später versuchte er sich nochmals als Steher und konnte 1987 den Endlauf der Deutschen Meisterschaft erreichen. Flögel gehörte zu den Nürnberger „Rebellen“. Als er sowie Friedrich von Loeffelholz und Dieter Burkhardt sich 1980 als Mitglieder der RSG Hercules weigerten, statt der eigenen Räder die vom Verband geforderten Peugeot-Maschinen zu fahren, wurden sie von der Olympiavorbereitung und aus der Nationalmannschaft suspendiert und galten seitdem als „die Rebellen“.

## Nach dem aktiven Radsport
1984 beendete Dieter Flögel nach rund 200 Siegen seine erfolgreiche Radsport-Karriere. Bis 1988 nahm er noch an Steherrennen und an kleineren Radrennen teil. Dem Radsport blieb er auch danach verbunden durch seine Mitarbeit in der Organisation und Leitung der RSG Nürnberg, später beim Team Nürnberger sowie als Rennleiter beim Radrennen „Rund um die Nürnberger Altstadt“.
Flögel, der zuletzt in Bubenreuth bei Erlangen lebte, starb im Alter von 68 Jahren an den Folgen einer Herzerkrankung im Universitätsklinikum Erlangen.